# Liga Europy UEFA (2020/2021)/Faza kwalifikacyjna (ścieżka ligowa)
Artykuł prezentuje szczegółowe dane dotyczące rozegranych meczów, które miały na celu wyłonienie 13 drużyn piłkarskich, które wezmą udział w fazie grupowej Ligi Europy UEFA 2020/2021. Faza kwalifikacyjna trwała od 20 sierpnia do 1 października 2020.

## Terminarz
| Faza         | Runda                         | Data losowania   | Data Meczu          |
| ------------ | ----------------------------- | ---------------- | ------------------- |
| Kwalifikacje | Runda wstępna                 | 9 sierpnia 2020  | 20 sierpnia 2020    |
| Kwalifikacje | Pierwsza runda kwalifikacyjna | 10 sierpnia 2020 | 27 sierpnia 2020    |
| Kwalifikacje | Druga runda kwalifikacyjna    | 31 sierpnia 2020 | 17 września 2020    |
| Kwalifikacje | Trzecia runda kwalifikacyjna  | 1 września 2020  | 24 września 2020    |
| Play-off     | Play-off                      | 18 września 2020 | 1 października 2020 |

## Runda wstępna
Do startu w rundzie wstępnej kwalifikacji uprawnionych było 16 drużyn, z czego 8 było rozstawionych.

### Podział na koszyki
| Drużyny rozstawione    |       |
| Drużyna                | Wsp.  |
| Lincoln Red Imps       | 5.250 |
| FC Santa Coloma        | 4.500 |
| B36 Tórshavn           | 3.750 |
| SP La Fiorita          | 3.000 |
| SP Tre Penne           | 2.250 |
| NSÍ Runavík            | 2.250 |
| HB Tórshavn            | 2.000 |
| UE Engordany           | 2.000 |
| Drużyny nierozstawione |       |
| Drużyna                | Wsp.  |
| St Joseph’s            | 1.750 |
| Prishtina              | 1.750 |
| FK Zeta                | 1.250 |
| Coleraine F.C.         | 1.250 |
| Barry Town United      | 1.000 |
| Glentoran F.C.         | 0.975 |
| Iskra Danilovgrad      | 0.875 |
| Gjilani                | 0.800 |

### Pary rundy wstępnej
| Drużyna 1        | Wynik        | Drużyna 2         |
| ---------------- | ------------ | ----------------- |
| SP Tre Penne     | 1:3          | Gjilani           |
| Lincoln Red Imps | 3:0 (wo.)    | Prishtina         |
| FC Santa Coloma  | 0:0 (k. 3:4) | Iskra Danilovgrad |
| UE Engordany     | 1:3          | FK Zeta           |
| Glentoran F.C.   | 1:0          | HB Tórshavn       |
| St Joseph’s      | 1:2          | B36 Tórshavn      |
| Coleraine F.C.   | 1:0          | SP La Fiorita     |
| NSÍ Runavík      | 5:1          | Barry Town United |

### Mecze
| 121 sierpnia 2020 | SP Tre Penne | 1:3   | Gjilani                            |                                                               |
| 20:00 CEST        | Gai 16'      | (1:1) | 24' Nikač · 64' Hajdari · 68' Hila | San Marino Stadium, Serravalle Widzów: 0 Sędzia: Alex Troleis |

| 222 sierpnia 2020 | Lincoln Red Imps | 3:0 (wo.) | Prishtina |                                                           |
| 18:00 CEST        |                  |           |           | Victoria Stadium, Gibraltar Widzów: 0 Sędzia: David Munro |

| 320 sierpnia 2020 | FC Santa Coloma                                   | 0:0 (pd.)               | Iskra Danilovgrad                                   |                                                                           |
| 19:30 CEST        |                                                   | (0:0, 0:0, 0:0, k. 3:4) |                                                     | Estadi Comunal d’Andorra la Vella, Andora Widzów: 0 Sędzia: Keith Kennedy |
| 19:30 CEST        | · Cisteró · Miranda · Bouharma · Camochu · Santos | Rzuty karne             | · Đurišić · Obradović · Vuković · Boričić · Drinčić | Estadi Comunal d’Andorra la Vella, Andora Widzów: 0 Sędzia: Keith Kennedy |

| 418 sierpnia 2020 | UE Engordany     | 1:3   | FK Zeta                                            |                                                                          |
| 20:00 CEST        | Gómez 90+4' (k.) | (0:1) | 45+1' Vukčević · 54' M. Lambulić · 63' L. Lambulić | Estadi Comunal d’Andorra la Vella, Andora Widzów: 0 Sędzia: Juxhin Xhaja |

| 520 sierpnia 2020 | Glentoran F.C. | 1:0   | HB Tórshavn |                                                     |
| 20:00 CEST        | McDaid 42'     | (1:0) |             | The Oval, Belfast Widzów: 0 Sędzia: Lukas Fähndrich |

| 620 sierpnia 2020 | St Joseph’s | 1:2   | B36 Tórshavn                         |                                                              |
| 17:30 CEST        | Boro 30'    | (1:2) | 28' Przybylski · 43' (k) Mellemgaard | Victoria Stadium, Gibraltar Widzów: 0 Sędzia: Jasmin Šabotić |

| 720 sierpnia 2020 | Coleraine F.C. | 1:0   | SP La Fiorita |                                                                        |
| 20:30 CEST        | McLaughlin 89' | (0:0) |               | The Showgrounds, Coleraine Widzów: 0 Sędzia: Christian-Petru Ciochirca |

| 820 sierpnia 2020 | NSÍ Runavík                                   | 5:1   | Barry Town United |                                                    |
| 19:00 CEST        | Olsen 52', 63', 74' · Knudsen 67' · Løkin 83' | (0:0) | 88' McLaggon      | Svangaskarð, Toftir Widzów: 0 Sędzia: Pavel Rejžek |

## I runda kwalifikacyjna
Do startu w I rundzie kwalifikacyjnej uprawnione były 94 drużyny (8 z poprzedniej rundy), z czego 47 było rozstawionych.

### Podział na koszyki
Uwaga: Losowanie I rundy kwalifikacyjnej odbyło się przed zakończeniem rundy wstępnej, więc rozstawienia dokonano przyjmując założenie, że awans uzyska drużyna z najwyższym współczynnikiem w poprzedniej rundzie. W przypadku awansu, którejś z drużyn nierozstawionej, w I rundzie przejęła ona współczynnik najwyżej rozstawionego rywala.
Oznaczenia:
| Drużyny, które awansowały z rundy wstępnej zachowując swój współczynnik. |

| Drużyny, które zaczęły rywalizację od I rundy eliminacyjnej. |

| Drużyny, które awansowały z rundy wstępnej, przejmując współczynnik rywala. |

| Grupa 1                | Grupa 1 |
| ---------------------- | ------- |
| Drużyny rozstawione    |         |
| Drużyna                | Wsp.    |
| NK Maribor             | 14.000  |
| Olimpija Lublana       | 5.250   |
| B36 Tórshavn           | 3.750   |
| Drużyny nierozstawione |         |
| Drużyna                | Wsp.    |
| Tallinna FCI Levadia   | 3.250   |
| Coleraine F.C.         | 3.000   |
| Víkingur Reykjavík     | 2.500   |

| Grupa 2                | Grupa 2 |
| ---------------------- | ------- |
| Drużyny rozstawione    |         |
| Drużyna                | Wsp.    |
| Žalgiris Wilno         | 6.000   |
| FK Riteriai            | 4.250   |
| Budapest Honvéd FC     | 4.000   |
| Drużyny nierozstawione |         |
| Drużyna                | Wsp.    |
| Derry City             | 1.340   |
| Inter Turku            | 1.300   |
| Paide Linnameeskond    | 0.875   |

| Grupa 3                | Grupa 3 |
| ---------------------- | ------- |
| Drużyny rozstawione    |         |
| Drużyna                | Wsp.    |
| Zrinjski Mostar        | 6.250   |
| Valletta FC            | 5.250   |
| Lincoln Red Imps       | 5.250   |
| Drużyny nierozstawione |         |
| Drużyna                | Wsp.    |
| FC Differdange 03      | 1.600   |
| Union Titus Pétange    | 1.600   |
| Bala Town              | 1.250   |

| Grupa 4                | Grupa 4 |
| ---------------------- | ------- |
| Drużyny rozstawione    |         |
| Drużyna                | Wsp.    |
| Rosenborg BK           | 13.500  |
| Aberdeen               | 6.500   |
| Motherwell             | 5.575   |
| Drużyny nierozstawione |         |
| Drużyna                | Wsp.    |
| NSÍ Runavík            | 2.250   |
| Glentoran F.C.         | 2.000   |
| Breiðablik             | 1.250   |

| Grupa 5                | Grupa 5 |
| ---------------------- | ------- |
| Drużyny rozstawione    |         |
| Drużyna                | Wsp.    |
| Malmö FF               | 22.000  |
| Kukësi                 | 5.500   |
| Hammarby IF            | 4.550   |
| Drużyny nierozstawione |         |
| Drużyna                | Wsp.    |
| Sławia Sofia           | 3.475   |
| Cracovia               | 3.325   |
| Puskás Akadémia FC     | 2.575   |

| Grupa 6                | Grupa 6 |
| ---------------------- | ------- |
| Drużyny rozstawione    |         |
| Drużyna                | Wsp.    |
| Dynama Mińsk           | 7.000   |
| FK Ventspils           | 5.250   |
| Szachcior Soligorsk    | 4.750   |
| Drużyny nierozstawione |         |
| Drużyna                | Wsp.    |
| Piast Gliwice          | 3.325   |
| Sfîntul Gheorghe       | 1.350   |
| Dinamo-Auto Tyraspol   | 1.350   |

| Grupa 7                | Grupa 7 |
| ---------------------- | ------- |
| Drużyny rozstawione    |         |
| Drużyna                | Wsp.    |
| Aarhus GF              | 5.800   |
| FH                     | 4.500   |
| Shamrock Rovers        | 3.750   |
| Drużyny nierozstawione |         |
| Drużyna                | Wsp.    |
| DAC Dunajská Streda    | 3.175   |
| Tampereen Ilves        | 1.300   |
| FC Honka               | 1.300   |

| Grupa 8                | Grupa 8 |
| ---------------------- | ------- |
| Drużyny rozstawione    |         |
| Drużyna                | Wsp.    |
| The New Saints F.C.    | 7.000   |
| FC Vaduz               | 5.500   |
| Servette FC            | 5.240   |
| Drużyny nierozstawione |         |
| Drużyna                | Wsp.    |
| Hibernians             | 3.250   |
| MFK Ružomberok         | 3.175   |
| MŠK Žilina             | 3.175   |

| Grupa 9                | Grupa 9 |
| ---------------------- | ------- |
| Drużyny rozstawione    |         |
| Drużyna                | Wsp.    |
| Hapoel Beer Szewa      | 14.000  |
| Neftçi PFK             | 3.750   |
| Keşlə Baku             | 3.750   |
| Drużyny nierozstawione |         |
| Drużyna                | Wsp.    |
| KF Laçi                | 2.750   |
| KF Shkupi              | 2.000   |
| Dinamo Batumi          | 1.150   |

| Grupa 10               | Grupa 10 |
| ---------------------- | -------- |
| Drużyny rozstawione    |          |
| Drużyna                | Wsp.     |
| FC Fehérvár            | 10.500   |
| Nõmme Kalju            | 5.000    |
| FK Bodø/Glimt          | 4.350    |
| Drużyny nierozstawione |          |
| Drużyna                | Wsp.     |
| NŠ Mura                | 2.600    |
| Žalgiris Kowno         | 1.575    |
| Bohemian F.C.          | 1.340    |

| Grupa 11               | Grupa 11 |
| ---------------------- | -------- |
| Drużyny rozstawione    |          |
| Drużyna                | Wsp.     |
| Apollon Limassol       | 12.500   |
| Alaszkert              | 6.000    |
| Maccabi Hajfa          | 3.925    |
| Drużyny nierozstawione |          |
| Drużyna                | Wsp.     |
| FK Željezničar         | 3.000    |
| Saburtalo Tbilisi      | 2.000    |
| FK Renowa              | 1.475    |

| Grupa 12               | Grupa 12 |
| ---------------------- | -------- |
| Drużyny rozstawione    |          |
| Drużyna                | Wsp.     |
| Partizan Belgrad       | 22.000   |
| Lech Poznań            | 7.000    |
| Ordabasy Szymkent      | 3.850    |
| Drużyny nierozstawione |          |
| Drużyna                | Wsp.     |
| FC Botoșani            | 3.340    |
| FK RFS                 | 1.525    |
| Valmiera FC            | 1.525    |

| Grupa 13               | Grupa 13 |
| ---------------------- | -------- |
| Drużyny rozstawione    |          |
| Drużyna                | Wsp.     |
| FCSB                   | 20.500   |
| Progrès Niedercorn     | 4.250    |
| CSKA Sofia             | 4.000    |
| Drużyny nierozstawione |          |
| Drużyna                | Wsp.     |
| FK Zeta                | 2.000    |
| Szirak Giumri          | 1.525    |
| Sirens FC              | 1.150    |

| Grupa 14                 | Grupa 14 |
| ------------------------ | -------- |
| Drużyny rozstawione      |          |
| Drużyna                  | Wsp.     |
| Szkendija Tetowo         | 7.250    |
| Kajrat Ałmaty            | 6.000    |
| TSC Bačka Topola         | 5.100    |
| CS Universitatea Craiova | 5.000    |
| Drużyny nierozstawione   |          |
| Drużyna                  | Wsp.     |
| Sumqayıt FK              | 3.750    |
| Petrocub Hîncești        | 2.000    |
| Noah Erywań              | 1.525    |
| Lokomotiwi Tbilisi       | 1.150    |

| Grupa 15               | Grupa 15 |
| ---------------------- | -------- |
| Drużyny rozstawione    |          |
| Drużyna                | Wsp.     |
| APOEL Nikozja          | 27.500   |
| Iskra Danilovgrad      | 4.500    |
| Sutjeska Nikšić        | 4.000    |
| Beitar Jerozolima      | 3.925    |
| Drużyny nierozstawione |          |
| Drużyna                | Wsp.     |
| Łokomotiw Płowdiw      | 4.000    |
| Gjilani                | 2.750    |
| Teuta Durrës           | 2.600    |
| Borac Banja Luka       | 2.500    |

### Pary I rundy kwalifikacyjnej
| Drużyna 1           | Wynik          | Drużyna 2                |
| ------------------- | -------------- | ------------------------ |
| NK Maribor          | 1:1 (k. 4:5)   | Coleraine F.C.           |
| Olimpija Lublana    | 2:1 (dogr.)    | Víkingur Reykjavík       |
| B36 Tórshavn        | 4:3 (dogr.)    | Tallinna FCI Levadia     |
| FK Riteriai         | 3:2 (dogr.)    | Derry City               |
| Žalgiris Wilno      | 2:0            | Paide Linnameeskond      |
| Budapest Honvéd FC  | 2:1            | Inter Turku              |
| Zrinjski Mostar     | 3:0            | FC Differdange 03        |
| Valletta FC         | 0:1            | Bala Town                |
| Lincoln Red Imps    | 2:0            | Union Titus Pétange      |
| Rosenborg BK        | 4:2            | Breiðablik               |
| Aberdeen            | 6:0            | NSÍ Runavík              |
| Motherwell          | 5:1            | Glentoran F.C.           |
| Hammarby IF         | 3:0            | Puskás Akadémia FC       |
| Malmö FF            | 2:0            | Cracovia                 |
| Kukësi              | 2:1            | Sławia Sofia             |
| FK Ventspils        | 2:1            | Dinamo-Auto Tyraspol     |
| Szachcior Soligorsk | 0:0 (k. 1:4)   | Sfîntul Gheorghe         |
| Dynama Mińsk        | 0:2            | Piast Gliwice            |
| Aarhus GF           | 5:2            | FC Honka                 |
| Shamrock Rovers     | 2:2 (k. 12:11) | Tampereen Ilves          |
| FH                  | 0:2            | DAC Dunajská Streda      |
| The New Saints F.C. | 3:1 (dogr.)    | MŠK Žilina               |
| FC Vaduz            | 0:2            | Hibernians               |
| Servette FC         | 3:0            | MFK Ružomberok           |
| Neftçi PFK          | 2:1            | KF Shkupi                |
| Keşlə Baku          | 0:0 (k. 4:5)   | KF Laçi                  |
| Hapoel Beer Szewa   | 3:0            | Dinamo Batumi            |
| Nõmme Kalju         | 0:4            | NŠ Mura                  |
| FK Bodø/Glimt       | 6:1            | Žalgiris Kowno           |
| FC Fehérvár         | 1:1 (k. 4:2)   | Bohemian F.C.            |
| Apollon Limassol    | 5:1            | Saburtalo Tbilisi        |
| Maccabi Hajfa       | 3:1            | FK Željezničar           |
| Alaszkert           | 0:1            | FK Renowa                |
| Partizan Belgrad    | 1:0            | FK RFS                   |
| Lech Poznań         | 3:0            | Valmiera FC              |
| Ordabasy Szymkent   | 1:2            | FC Botoșani              |
| FCSB                | 3:0            | Szirak Giumri            |
| Progrès Niedercorn  | 3:0            | FK Zeta                  |
| CSKA Sofia          | 2:1            | Sirens FC                |
| Petrocub Hîncești   | 0:2            | TSC Bačka Topola         |
| Sumqayıt FK         | 0:2            | Szkendija Tetowo         |
| Kajrat Ałmaty       | 4:1            | Noah Erywań              |
| Lokomotiwi Tbilisi  | 2:1            | CS Universitatea Craiova |
| Teuta Durrës        | 2:0            | Beitar Jerozolima        |
| Borac Banja Luka    | 1:0            | Sutjeska Nikšić          |
| Iskra Danilovgrad   | 0:1            | Łokomotiw Płowdiw        |
| Gjilani             | 0:2 (dogr.)    | APOEL Nikozja            |

### Mecze
| 127 sierpnia 2020 | NK Maribor                                                 | 1:1 (pd.)     | Coleraine F.C.                                     |                                                               |
| 20:45 CEST        | Požeg Vancaš 65'                                           | (0:0, k. 4:5) | 62' McLaughlin                                     | Stadion Ljudski vrt, Maribor Widzów: 0 Sędzia: Kai Erik Steen |
| 20:45 CEST        | · Dervišević · Mlakar · Tavares · Mešanović · Požeg Vancaš | Rzuty karne   | · Parkhill · Kane · McConaghie · Bradley · Doherty | Stadion Ljudski vrt, Maribor Widzów: 0 Sędzia: Kai Erik Steen |

| 227 sierpnia 2020 | Olimpija Lublana      | 2:1 (pd.)       | Víkingur Reykjavík |                                                           |
| 18:30 CEST        | Fink 88' · Bosić 106' | (0:1, 1:1, 1:1) | 27' Karlsson       | Stadion Stožice, Lublana Widzów: 0 Sędzia: Walter Altmann |

| 327 sierpnia 2020 | B36 Tórshavn                                      | 4:3 (pd.)       | FCI Levadia Tallinn                        |                                                         |
|                   | Pingel 72', 76' · Samuelsen 107' · Agnarsson 113' | (0:0, 2:2, 2:3) | 52' Õigus · 80' Elhi · 101' Elysée Kouakou | Gundadalur, Thorshavn Widzów: 0 Sędzia: Paul McLaughlin |

| 425 sierpnia 2020 | FK Riteriai                          | 3:2 (pd.)       | Derry City             |                                                       |
| 18:00 CEST        | Paulauskas 39', 49' · Kazlauskas 91' | (1:1, 2:2, 3:2) | 18' Thomson · 63' Toal | Stadion LFF, Wilno Widzów: 0 Sędzia: Ville Nevalanien |

| 527 sierpnia 2020 | Žalgiris Wilno             | 2:0   | Paide Linnameeskond |                                                     |
| 19:00 CEST        | Kaluđerović 9' · Antal 32' | (2:0) |                     | Stadion LFF, Wilno Widzów: 0 Sędzia: Petri Viljanen |

| 627 sierpnia 2020 | Budapest Honvéd FC                  | 2:1 (pd.)       | Inter Turku |                                                                    |
| 21:00 CEST        | Traoré 90' · Hämäläinen 105' (sam.) | (0:0, 1:1, 2:1) | 90+1' Liliu | Hidegkuti Nándor Stadion, Budapeszt Widzów: 0 Sędzia: Gal Leibowic |

| 727 sierpnia 2020 | Zrinjski Mostar                           | 3:0   | FC Differdange 03 |                                                                                   |
| 20:00 CEST        | Bilbija 37' · Filipović 40' · Ivančić 80' | (2:0) |                   | Stadion pod Bijelim Brijegom, Mostar Widzów: 0 Sędzia: Aristotelis Diamantopoulos |

| 827 sierpnia 2020 | Valletta FC | 0:1   | Bala Town    |                                                                            |
| 20:00 CEST        |             | (0:1) | 38' Venables | Centenary Stadium, Ta’ Qali Widzów: 0 Sędzia: Kári Jóannesarson à Høvdanum |

| 927 sierpnia 2020 | Lincoln Red Imps            | 2:0   | Union Titus Pétange |                                                                     |
| 17:30 CEST        | Casciaro 36' · Yahaya 90+5' | (1:0) |                     | Victoria Stadium, Gibraltar Widzów: 0 Sędzia: Helgi Mikael Jónasson |

| 1027 sierpnia 2020 | Rosenborg BK                                   | 4:2   | Breiðablik                           |                                                                    |
| 19:00 CEST         | Børven 4', 29' · Reginiussen 17' · Hovland 24' | (4:0) | 61' Einarsson · 90+1' (k.) Mikkelsen | Lerkendal Stadion, Trondheim Widzów: 0 Sędzia: Matthew De Gabriele |

| 1127 sierpnia 2020 | Aberdeen                                                        | 6:0   | NSÍ Runavík |                                                                      |
| 20:45 CEST         | Ferguson 37' · Main 43' · Hedges 50', 59', 87' (k.) · Hayes 63' | (2:0) |             | Pittodrie Stadium, Aberdeen Widzów: 0 Sędzia: Ívar Orri Kristjánsson |

| 1227 sierpnia 2020 | Motherwell                                                    | 5:1   | Glentoran F.C.  |                                                           |
| 20:45 CEST         | Lang 58' · O’Donnell 72' · Polworth 75' · Watt 78' · Long 87' | (0:0) | 90' (k.) McDaid | Fir Park, Motherwell Widzów: 0 Sędzia: Bram Van Driessche |

| 1327 sierpnia 2020 | Hammarby IF                              | 3:0   | Puskás Akadémia FC |                                                      |
| 19:00 CEST         | Khalili 14' · Bojanić 32' · Paulinho 84' | (2:0) |                    | Tele2 Arena, Sztokholm Widzów: 0 Sędzia: Mario Zebec |

| 1427 sierpnia 2020 | Malmö FF              | 2:0   | Cracovia |                                                        |
| 19:00 CEST         | Berget 1' · Rieks 44' | (2:0) |          | Swedbank Stadion, Malmö Widzów: 0 Sędzia: Urs Schnyder |

| 1527 sierpnia 2020 | Kukësi                       | 2:1   | Sławia Sofia |                                                              |
| 20:00 CEST         | Friday 56' (k.) · Cooper 85' | (0:0) | 81' Krastev  | Air Albania Stadium, Tirana Widzów: 0 Sędzia: Arda Kardeşler |

| 1627 sierpnia 2020 | FK Ventspils                  | 2:1   | Dinamo-Auto Tyraspol |                                                                          |
| 16:00 CEST         | Villela 22' · Kozlov 75' (k.) | (1:1) | 15' Rogac            | Stadion Olimpijski w Windawie, Windawa Widzów: 0 Sędzia: Eldorjan Hamiti |

| 1727 sierpnia 2020 | Szachcior Soligorsk                 | 0:0 (pd.)               | Sfîntul Gheorghe                    |                                                                            |
| 19:30 CEST         |                                     | (0:0, 0:0, 0:0, k. 1:4) |                                     | Stadion Budaunik w Soligorsku, Soligorsk Widzów: 0 Sędzia: Dragan Petrović |
| 19:30 CEST         | · Yakhshiboev · Sotnikov · Sachywka | Rzuty karne             | · Slivca · Iurcu · Volkov · Suvorov | Stadion Budaunik w Soligorsku, Soligorsk Widzów: 0 Sędzia: Dragan Petrović |

| 1827 sierpnia 2020 | Dynama Mińsk | 0:2   | Piast Gliwice              |                                                           |
| 17:00 CEST         |              | (0:1) | 10' Lipski · 56' Świerczok | Stadion Dynama Mińsk, Mińsk Widzów: 0 Sędzia: Lazar Lukić |

| 1927 sierpnia 2020 | Aarhus GF                                                           | 5:2   | FC Honka                  |                                                         |
| 19:00 CEST         | Tingager 21' · Mortensen 29', 45+2' · Olsen 90+1' · Tengstedt 90+2' | (3:1) | 35' Martín · 64' Kaufmann | Atletion, Aarhus Widzów: 0 Sędzia: Ioannis Papadopoulos |

| 2027 sierpnia 2020 | Shamrock Rovers | 2:2 (pd.)                 | Tampereen Ilves |                                                          |
| 21:00 CEST         | Burke 14' · Lopes 78'                                                                                                   | (1:1, 2:2, 2:2, k. 12:11) | 10' (k.) Ala-Myllymäki · 62' Veteli | Tallaght Stadium, Dublin Widzów: 0 Sędzia: Michal Ocenáš |
| 21:00 CEST         | · Byrne · O’Brien · Watts · O’Neill · McEneff · Williams · Lopes · Lafferty · Finn · Mannus · Watts · McEneff · O’Brien | Rzuty karne               | · Ala-Myllymäki · Tavares Silva · Raittinen · Siira · Skyttä · Mömmö · Tomas · Almén · Miettunen · Hilander · Ala-Myllymäki · Tavares Silva · Raittinen | Tallaght Stadium, Dublin Widzów: 0 Sędzia: Michal Ocenáš |

| 2127 sierpnia 2020 | FH | 0:2   | DAC Dunajská Streda          |                                                           |
| 19:15 CEST         |    | (0:1) | 23' Balić · 76' Eric Ramires | Kaplakriki, Hafnarfjörður Widzów: 0 Sędzia: Jason Barcelo |

| 2227 sierpnia 2020 | The New Saints F.C.                            | 3:1 (pd.) | MŠK Žilina        |                                                             |
| 19:30 CEST         | Robles 56' · Smith 100' · Cieślewicz 108' (k.) | (0:0)     | 77' (k.) Myslovič | Park Hall, Oswestry Widzów: 0 Sędzia: Manfredas Lukjančukas |

| 2327 sierpnia 2020 | FC Vaduz | 0:2   | Hibernians          |                                                          |
| 19:00 CEST         |          | (0:1) | 34', 57' Degabriele | Rheinpark Stadion, Vaduz Widzów: 0 Sędzia: Luís Teixeira |

| 2427 sierpnia 2020 | Servette FC                              | 3:0   | MFK Ružomberok |                                                              |
| 20:15 CEST         | Stevanović 54' · Mendy 77' · Antunes 86' | (0:0) |                | Stade de Genève, Genewa Widzów: 0 Sędzia: Viktor Kopiievskyi |

| 2527 sierpnia 2020 | Neftçi PFK                    | 2:1   | KF Shkupi    |                                                           |
| 18:00 CEST         | Bougrine 66' · Krivotsyuk 88' | (0:0) | 90+3' Darboe | Bakcell Arena, Baku Widzów: 0 Sędzia: Aleksandrs Golubevs |

| 2627 sierpnia 2020 | Keşlə Baku                                       | 0:0 (pd.)               | KF Laçi                                             |                                                           |
| 19:00 CEST         |                                                  | (0:0, 0:0, 0:0, k. 4:5) |                                                     | İnter Arena, Baku Widzów: 0 Sędzia: Georgi Kikacheishvili |
| 19:00 CEST         | · Klots · Sílvio · Akhundov · Hacıyev · Qirtimov | Rzuty karne             | · Nwabueze · Lushkja · Rapo · Mazrekaj · Ignjatović | İnter Arena, Baku Widzów: 0 Sędzia: Georgi Kikacheishvili |

| 2727 sierpnia 2020 | Hapoel Beer Szewa         | 3:0   | Dinamo Batumi |                                                                          |
| 19:45 CEST         | Josué 9', 61' · Kabha 21' | (2:0) |               | Stadion ha-Moszawa, Petach Tikwa Widzów: 0 Sędzia: Aleksandrs Anufrijevs |

| 2810 września 2020 | Nõmme Kalju | 0:4   | NŠ Mura                               |                                                                              |
| 16:30 CEST         |             | (0:4) | 17', 27' Žižek · 32' Kous · 36' Kozar | Stadion im. Ferenca Szuszy, Budapeszt (Węgry) Widzów: 0 Sędzia: Tim Marshall |

| 2927 sierpnia 2020 | FK Bodø/Glimt                                                             | 6:1   | Žalgiris Kowno |                                                                  |
| 18:00 CEST         | Zinckernagel 27', 36' · Hauge 52', 59' (k.) · Boniface 79' · Tounekti 81' | (2:0) | 78' Otele      | Aspmyra Stadion, Bodø Widzów: 0 Sędzia: Kaarlo Oskari Hämäläinen |

| 3027 sierpnia 2020 | FC Fehérvár                                   | 1:1 (pd.)               | Bohemian F.C.                             |                                                                        |
| 18:00 CEST         | Nikolić 37' (k.)                              | (1:1, 1:1, 1:1, k. 4:2) | 22' Ward                                  | MOL Aréna Sóstó, Székesfehérvár Widzów: 0 Sędzia: Timohethos Christofi |
| 18:00 CEST         | · Hodžić · Nikołow · Géresi · Stopira · Houri | Rzuty karne             | · Mandroiu · Levingston · Casey · Twardek | MOL Aréna Sóstó, Székesfehérvár Widzów: 0 Sędzia: Timohethos Christofi |

| 3127 sierpnia 2020 | Apollon Limassol                               | 5:1   | Saburtalo Tbilisi |                                                         |
| 18:00 CEST         | Dabo 4', 32', 76' · Diguiny 59' · Janiotas 86' | (2:0) | 69' Guliashvili   | Stadion GSP, Nikozja Widzów: 0 Sędzia: Sigurd Kringstad |

| 329 września 2020 | Maccabi Hajfa                              | 3:1   | FK Željezničar |                                                          |
| 19:00 CEST        | Chery 38' · Rukavytsya 59' · Ashkenazi 66' | (1:1) | 34' Lendrić    | Stadion Hajfa, Hajfa Widzów: 0 Sędzia: Dragomir Draganov |

| 3327 sierpnia 2020 | Alaszkert | 0:1   | FK Renowa     |                                                                                       |
| 18:00 CEST         |           | (0:0) | 58' Miškovski | Stadion Republikański im. Wazgena Sarkisjana, Erywań Widzów: 0 Sędzia: Nicholas Walsh |

| 3427 sierpnia 2020 | Partizan Belgrad | 1:0   | FK RFS |                                                                 |
| 21:00 CEST         | Natcho 52' (k.)  | (0:0) |        | Stadion Partizana, Belgrad Widzów: 0 Sędzia: Zaven Hovhannisyan |

| 3527 sierpnia 2020 | Lech Poznań                   | 3:0   | Valmiera FC |                                                                      |
| 21:00 CEST         | Ishak 59', 78' · Szymczak 88' | (0:0) |             | Stadion Miejski w Poznaniu, Poznań Widzów: 0 Sędzia: Ondřej Pechanec |

| 3627 sierpnia 2020 | Ordabasy Szymkent | 1:2   | FC Botoșani                  |                                                                                        |
| 16:00 CEST         | Mahlangu 31'      | (1:2) | 25' Holzmann · 33' Dugandžić | Stadion Każymukana Mungajtpasuly w Szymkencie, Szymkent Widzów: 0 Sędzia: Rauf Jabarov |

| 3727 sierpnia 2020 | FCSB                                     | 3:0   | Szirak Giumri |                                                           |
| 20:30 CEST         | Olaru 34' · Tănase 65' (k.) · Buziuc 83' | (1:0) |               | Arena Narodowa, Bukareszt Widzów: 0 Sędzia: Admir Šehović |

| 3826 sierpnia 2020 | Progrès Niedercorn                  | 3:0   | FK Zeta |                                                              |
| 18:30 CEST         | Tekiela 11', 55' (k.) · Thill 90+2' | (1:0) |         | Stade Municipal, Differdange Widzów: 0 Sędzia: Rahim Hasanov |

| 3927 sierpnia 2020 | CSKA Sofia               | 2:1   | Sirens FC         |                                                                          |
| 19:00 CEST         | Ahmedov 75' · Sowe 90+1' | (0:0) | 69' Maia da Silva | Stadion Armii Bułgarskiej w Sofii, Sofia Widzów: 0 Sędzia: Tomasz Musiał |

| 4027 sierpnia 2020 | Petrocub Hîncești | 0:2   | TSC Bačka Topola               |                                                          |
| 20:00 CEST         |                   | (0:1) | 17' Tomanović · 55' (k.) Lukić | Stadion Zimbru, Kiszyniów Widzów: 0 Sędzia: Luca Barbeno |

| 4127 sierpnia 2020 | Sumqayıt FK | 0:2   | Szkendija Tetowo                   |                                                               |
| 18:00 CEST         |             | (0:0) | 56' (k.) Ibraimi · 89' (k.) Doriev | Kapital Bank Arena, Sumgait Widzów: 0 Sędzia: Arman Ismuratov |

| 4227 sierpnia 2020 | Kajrat Ałmaty                                      | 4:1   | Noah Erywań |                                                                          |
| 16:00 CEST         | Ałykułow 12' · Vágner Love 35', 70' · Eseola 90+4' | (2:1) | 8' Bor      | Stadion Centralny w Ałmaty, Ałmaty Widzów: 0 Sędzia: Kristoffer Karlsson |

| 4327 sierpnia 2020 | Lokomotiwi Tbilisi                | 2:1   | CS Universitatea Craiova |                                                                        |
| 19:00 CEST         | Sikharulidze 57' · Oulad Omar 61' | (0:0) | 90+4' Baiaram            | Stadion im. Micheila Meschiego, Tbilisi Widzów: 0 Sędzia: Miloš Đorđić |

| 4427 sierpnia 2020 | Teuta Durrës            | 2:0   | Beitar Jerozolima |                                                                  |
| 16:30 CEST         | Krasniqi 6' · Hebaj 87' | (1:0) |                   | Stadiumi Niko Dovana, Durrës Widzów: 0 Sędzia: Nikolas Neokleous |

| 4527 sierpnia 2020 | Borac Banja Luka | 1:0   | Sutjeska Nikšić |                                                                         |
| 16:30 CEST         | Vranješ 35'      | (1:0) |                 | Stadion Miejski w Banja Luce, Banja Luka Widzów: 0 Sędzia: Morten Krogh |

| 4627 sierpnia 2020 | Iskra Danilovgrad | 0:1   | Łokomotiw Płowdiw |                                                                    |
| 20:00 CEST         |                   | (0:0) | 75' (k.) Iliew    | Stadion Braća Velašević, Danilovgrad Widzów: 0 Sędzia: Gergő Bogár |

| 4727 sierpnia 2020 | Gjilani | 0:2 (pd.)       | APOEL Nikozja              |                                                                      |
| 19:00 CEST         |         | (0:0, 0:0, 0:1) | 102' Efrem · 116' Ndongala | Stadion im. Fadila Vokrriego, Prisztina Widzów: 0 Sędzia: Yigal Frid |

## II runda kwalifikacyjna
Do startu w II rundzie kwalifikacyjnej uprawnione były 72 drużyny (47 z poprzedniej rundy), z czego 36 było rozstawionych.

### Podział na koszyki
Uwaga: Losowanie II rundy kwalifikacyjnej odbyło by się po zakończeniu I rundy kwalifikacyjnej, ale dwa mecze zostały przełożone więc w tych obu meczach dokonano założenie, że awans uzyska drużyna z najwyższym współczynnikiem w poprzedniej rundzie. W przypadku awansu, którejś z drużyn nierozstawionej, w II rundzie przejęła ona współczynnik najwyżej rozstawionego rywala.
Oznaczenia:
| Drużyny, które awansowały z I rundy eliminacyjnej zachowując swój współczynnik. |

| Drużyny, które zaczęły rywalizację od II rundy eliminacyjnej. |

| Drużyny, które awansowały z I rundy eliminacyjnej, przejmując współczynnik rywala. |

| Grupa 1                | Grupa 1 |
| ---------------------- | ------- |
| Drużyny rozstawione    |         |
| Drużyna                | Wsp.    |
| APOEL Nikozja          | 27.500  |
| Lech Poznań            | 7.000   |
| Aarhus GF              | 5.850   |
| Drużyny nierozstawione |         |
| Drużyna                | Wsp.    |
| NŠ Mura                | 5.000   |
| Hammarby IF            | 4.550   |
| Kajsar Kyzyłorda       | 3.850   |

| Grupa 2                | Grupa 2 |
| ---------------------- | ------- |
| Drużyny rozstawione    |         |
| Drużyna                | Wsp.    |
| Galatasaray SK         | 23.500  |
| Dinamo Moskwa          | 9.109   |
| Kajrat Ałmaty          | 6.000   |
| Drużyny nierozstawione |         |
| Drużyna                | Wsp.    |
| Maccabi Hajfa          | 3.925   |
| Neftçi PFK             | 3.750   |
| Lokomotiwi Tbilisi     | 1.150   |

| Grupa 3                | Grupa 3 |
| ---------------------- | ------- |
| Drużyny rozstawione    |         |
| Drużyna                | Wsp.    |
| FC Kopenhaga           | 42.000  |
| The New Saints F.C.    | 7.000   |
| Motherwell             | 5.575   |
| Drużyny nierozstawione |         |
| Drużyna                | Wsp.    |
| IFK Göteborg           | 4.550   |
| B36 Tórshavn           | 3.750   |
| Coleraine F.C.         | 1.250   |

| Grupa 4                | Grupa 4 |
| ---------------------- | ------- |
| Drużyny rozstawione    |         |
| Drużyna                | Wsp.    |
| FCSB                   | 20.500  |
| Granada CF             | 20.456  |
| Apollon Limassol       | 12.500  |
| Drużyny nierozstawione |         |
| Drużyna                | Wsp.    |
| OFI 1925               | 5.260   |
| TSC Bačka Topola       | 5.100   |
| Teuta Durrës           | 1.475   |

| Grupa 5                | Grupa 5 |
| ---------------------- | ------- |
| Drużyny rozstawione    |         |
| Drużyna                | Wsp.    |
| Standard Liège         | 20.500  |
| Willem II              | 7.150   |
| Aberdeen               | 6.500   |
| Drużyny nierozstawione |         |
| Drużyna                | Wsp.    |
| Viking FK              | 4.350   |
| Progrès Niedercorn     | 4.250   |
| Bala Town              | 1.250   |

| Grupa 6                | Grupa 6 |
| ---------------------- | ------- |
| Drużyny rozstawione    |         |
| Drużyna                | Wsp.    |
| BATE Borysów           | 24.000  |
| Partizan Belgrad       | 22.000  |
| Szkendija Tetowo       | 7.250   |
| Drużyny nierozstawione |         |
| Drużyna                | Wsp.    |
| CSKA Sofia             | 4.000   |
| FC Botoșani            | 3.340   |
| Sfîntul Gheorghe       | 1.350   |

| Grupa 7                | Grupa 7 |
| ---------------------- | ------- |
| Drużyny rozstawione    |         |
| Drużyna                | Wsp.    |
| Tottenham Hotspur      | 85.000  |
| Hapoel Beer Szewa      | 14.000  |
| Kołos Kowaliwka        | 7.220   |
| Drużyny nierozstawione |         |
| Drużyna                | Wsp.    |
| Aris FC                | 5.260   |
| Łokomotiw Płowdiw      | 3.475   |
| KF Laçi                | 2.750   |

| Grupa 8                | Grupa 8 |
| ---------------------- | ------- |
| Drużyny rozstawione    |         |
| Drużyna                | Wsp.    |
| Malmö FF               | 22.000  |
| Rosenborg BK           | 13.500  |
| Slovan Liberec         | 8.000   |
| Drużyny nierozstawione |         |
| Drużyna                | Wsp.    |
| FK Ventspils           | 5.250   |
| FK Riteriai            | 4.250   |
| Budapest Honvéd FC     | 4.000   |

| Grupa 9                | Grupa 9 |
| ---------------------- | ------- |
| Drużyny rozstawione    |         |
| Drużyna                | Wsp.    |
| Rangers                | 16.250  |
| Stade de Reims         | 11.849  |
| Rio Ave FC             | 9.889   |
| Drużyny nierozstawione |         |
| Drużyna                | Wsp.    |
| Servette FC            | 5.280   |
| Lincoln Red Imps       | 5.250   |
| Borac Banja Luka       | 1.375   |

| Grupa 10               | Grupa 10 |
| ---------------------- | -------- |
| Drużyny rozstawione    |          |
| Drużyna                | Wsp.     |
| VfL Wolfsburg          | 36.000   |
| Hajduk Split           | 7.500    |
| Zrinjski Mostar        | 6.250    |
| Drużyny nierozstawione |          |
| Drużyna                | Wsp.     |
| Kukësi                 | 5.500    |
| Olimpija Lublana       | 5.250    |
| FK Renowa              | 1.475    |

| Grupa 11               | Grupa 11 |
| ---------------------- | -------- |
| Drużyny rozstawione    |          |
| Drużyna                | Wsp.     |
| FC Basel               | 58.500   |
| FK Jablonec            | 7.000    |
| TSV Hartberg           | 6.585    |
| Drużyny nierozstawione |          |
| Drużyna                | Wsp.     |
| NK Osijek              | 4.975    |
| Piast Gliwice          | 3.325    |
| DAC Dunajská Streda    | 3.175    |

| Grupa 12               | Grupa 12 |
| ---------------------- | -------- |
| Drużyny rozstawione    |          |
| Drużyna                | Wsp.     |
| Milan                  | 19.000   |
| FC Fehérvár            | 10.500   |
| Žalgiris Wilno         | 6.000    |
| Drużyny nierozstawione |          |
| Drużyna                | Wsp.     |
| FK Bodø/Glimt          | 4.350    |
| Shamrock Rovers        | 3.750    |
| Hibernians             | 3.250    |

### Pary II rundy kwalifikacyjnej
| Drużyna 1           | Wynik        | Drużyna 2           |
| ------------------- | ------------ | ------------------- |
| Hammarby IF         | 0:3          | Lech Poznań         |
| Kajsar Kyzyłorda    | 1:4          | APOEL Nikozja       |
| NŠ Mura             | 3:0          | Aarhus GF           |
| Maccabi Hajfa       | 2:1          | Kajrat Ałmaty       |
| Lokomotiwi Tbilisi  | 2:1          | Dinamo Moskwa       |
| Neftçi PFK          | 1:3          | Galatasaray SK      |
| B36 Tórshavn        | 2:2 (k. 5:4) | The New Saints F.C. |
| Coleraine F.C.      | 2:2 (k. 0:3) | Motherwell          |
| IFK Göteborg        | 1:2          | FC Kopenhaga        |
| TSC Bačka Topola    | 6:6 (k. 4:5) | FCSB                |
| Teuta Durrës        | 0:4          | Granada CF          |
| OFI 1925            | 0:1          | Apollon Limassol    |
| Progrès Niedercorn  | 0:5          | Willem II           |
| Viking FK           | 0:2          | Aberdeen            |
| Standard Liège      | 2:0          | Bala Town           |
| Sfîntul Gheorghe    | 0:1 (dogr.)  | Partizan Belgrad    |
| CSKA Sofia          | 2:0          | BATE Borysów        |
| FC Botoșani         | 0:1          | Szkendija Tetowo    |
| Łokomotiw Płowdiw   | 1:2          | Tottenham Hotspur   |
| KF Laçi             | 1:2          | Hapoel Beer Szewa   |
| Aris FC             | 1:2          | Kołos Kowaliwka     |
| Budapest Honvéd FC  | 0:2          | Malmö FF            |
| FK Ventspils        | 1:5          | Rosenborg BK        |
| FK Riteriai         | 1:5          | Slovan Liberec      |
| Lincoln Red Imps    | 0:5          | Rangers             |
| Servette FC         | 0:1          | Stade de Reims      |
| Borac Banja Luka    | 0:2          | Rio Ave FC          |
| FK Renowa           | 0:1          | Hajduk Split        |
| Olimpija Lublana    | 2:3 (dogr.)  | Zrinjski Mostar     |
| Kukësi              | 0:4          | VfL Wolfsburg       |
| DAC Dunajská Streda | 5:3 (dogr.)  | FK Jablonec         |
| Piast Gliwice       | 3:2          | TSV Hartberg        |
| NK Osijek           | 1:2          | FC Basel            |
| Shamrock Rovers     | 0:2          | Milan               |
| Hibernians          | 0:1          | FC Fehérvár         |
| FK Bodø/Glimt       | 3:1          | Žalgiris Wilno      |

### Mecze
| 116 września 2020 | Hammarby IF | 0:3   | Lech Poznań                                 |                                                           |
| 19:00 CEST        |             | (0:0) | 55' Tiba · 89' Kamiński · 90+3' Marchwiński | Tele2 Arena, Sztokholm Widzów: 0 Sędzia: Sascha Stegemann |

| 217 września 2020 | Kajsar Kyzyłorda | 1:4   | APOEL Nikozja                                    |                                                                                     |
| 14:00 CEST        | Lobjanidze 6'    | (1:2) | 15', 90+3' De Vincenti · 25' Tuhami · 48' Atzili | Stadion Każymukana Mungajtpasuly w Szymkencie, Szymkent Widzów: 0 Sędzia: Jens Maae |

| 317 września 2020 | NŠ Mura                               | 3:0   | Aarhus GF |                                                               |
| 20:15 CEST        | Gorenc 38' · Žižek 73' · Maroša 90+6' | (1:0) |           | Fazanerija, Murska Sobota Widzów: 0 Sędzia: Giorgi Kruashvili |

| 417 września 2020 | Maccabi Hajfa                  | 2:1   | Kajrat Ałmaty     |                                                                      |
| 19:00 CEST        | Ashkenazi 32' · Rukavytsya 73' | (1:1) | 45+2' Vágner Love | Stadion Hajfa, Hajfa Widzów: 0 Sędzia: Mads-Kristoffer Kristoffersen |

| 517 września 2020 | Lokomotiwi Tbilisi                     | 2:1   | Dinamo Moskwa          |                                                                      |
| 19:00 CEST        | Sikharulidze 55' · Gavashelishvili 77' | (0:0) | 90+1' (k.) Komlichenko | Stadion im. Micheila Meschiego, Tbilisi Widzów: 0 Sędzia: Karim Abed |

| 617 września 2020 | Neftçi PFK | 1:3   | Galatasaray SK                  |                                                    |
| 18:00 CEST        | Mbodj 47'  | (0:1) | 20', 64' Diagne · 49' Luyindama | Bakcell Arena, Baku Widzów: 0 Sędzia: Kevin Clancy |

| 716 września 2020 | B36 Tórshavn                                                               | 2:2 (pd.)               | The New Saints F.C.                                       |                                                                 |
| 20:00 CEST        | Przybylski 47' · Radosavljevic 120+2'                                      | (0:0, 1:1, 1:1, k. 5:4) | 81' Smith · 112' Ebbe                                     | Tórsvøllur, Thorshavn Widzów: 0 Sędzia: Vilhjalmur Thorarinsson |
| 20:00 CEST        | · Nattestad · Mellemgaard · Heinesen · Przybylski · Radosavljevic · Pingel | Rzuty karne             | · Harrison · Cieślewicz · Draper · Smith · Ebbe · Redmond | Tórsvøllur, Thorshavn Widzów: 0 Sędzia: Vilhjalmur Thorarinsson |

| 817 września 2020 | Coleraine F.C.                 | 2:2 (pd.)               | Motherwell                  |                                                            |
| 20:30 CEST        | Doherty 50' (k.), 90+1' (k.)   | (0:2, 2:2, 2:2, k. 0:3) | 17' Lang · 38' Watt         | The Showgrounds, Coleraine Widzów: 0 Sędzia: Antti Munukka |
| 20:30 CEST        | · Parkhill · Kane · McConaghie | Rzuty karne             | · O’Hara · Watt · O’Donnell | The Showgrounds, Coleraine Widzów: 0 Sędzia: Antti Munukka |

| 917 września 2020 | IFK Göteborg | 1:2   | FC Kopenhaga             |                                                               |
| 18:00 CEST        | Sana 74'     | (0:0) | 84' Mudražija · 86' Wind | Ullevi, Göteborg Widzów: 0 Sędzia: Guillermo Cuadra Fernández |

| 1017 września 2020 | TSC Bačka Topola                                                                       | 6:6 (pd.)               | FCSB                                                                    |                                                      |
| 21:00 CEST         | Milićević 12' · Duronjić 15' · Antonić 52' · Tomanović 90+5', 118' · Tumbasević 105+2' | (2:1, 4:4, 5:5, k. 4:5) | 26' Coman · 51', 64' (k.), 105+1' Man · 90+4' (sam.) Balaž · 109' Petre | Stadion Senta, Senta Widzów: 0 Sędzia: Dennis Higler |
| 21:00 CEST         | · Tomanović · Zec · Banjac · Antonić · Đurić                                           | Rzuty karne             | · Moruţan · Perianu · Panţîru · Petre · Man                             | Stadion Senta, Senta Widzów: 0 Sędzia: Dennis Higler |

| 1117 września 2020 | Teuta Durrës | 0:4   | Granada CF                                 |                                                              |
| 16:00 CEST         |              | (0:3) | 6' Soldado · 11' Kenedy · 32', 47' Herrera | Stadiumi Niko Dovana, Durrës Widzów: 0 Sędzia: Willy Delajod |

| 1217 września 2020 | OFI 1925 | 0:1   | Apollon Limassol |                                                                               |
| 19:00 CEST         |          | (0:0) | 51' Szalai       | Stadion im. Teodora Wardinogiánesa, Heraklion Widzów: 0 Sędzia: Fabio Maresca |

| 1316 września 2020 | Progrès Niedercorn | 0:5   | Willem II                                                       |                                                                                          |
| 18:30 CEST         |                    | (0:3) | 20', 34' Pavlidis · 28' Sağlam · 46' Nunnely · 65' Ndayishimiye | Stade Municipal de la Ville de Differdange, Differdange Widzów: 0 Sędzia: Mykola Balakin |

| 1417 września 2020 | Viking FK | 0:2   | Aberdeen                    |                                                         |
| 20:30 CEST         |           | (0:1) | 45+1' McCrorie · 79' Hedges | Viking Stadion, Stavanger Widzów: 0 Sędzia: Filip Glova |

| 1517 września 2020 | Standard Liège                  | 2:0   | Bala Town |                                                                       |
| 20:00 CEST         | Avenatti 20' (k.) · Amallah 35' | (2:0) |           | Stade Maurice Dufrasne, Liège Widzów: 0 Sędzia: Trustin Farrugia Cann |

| 1617 września 2020 | Sfîntul Gheorghe | 0:1 (pd.)       | Partizan Belgrad |                                                          |
| 19:00 CEST         |                  | (0:0, 0:0, 0:1) | 105' (k.) Natcho | Stadion Zimbru, Kiszyniów Widzów: 0 Sędzia: Juri Fischer |

| 1717 września 2020 | CSKA Sofia             | 2:0   | BATE Borysów |                                                                   |
| 19:00 CEST         | Sowe 45' · Carey 90+6' | (1:0) |              | Stadion Armii Bułgarskiej, Sofia Widzów: 0 Sędzia: Horațiu Feșnic |

| 1817 września 2020 | FC Botoșani | 0:1   | Szkendija Tetowo |                                                                              |
| 19:00 CEST         |             | (0:1) | 3' Ibraimi       | Stadion Miejski w Botoszanach, Botoszany Widzów: 0 Sędzia: Mohammed Al-Hakim |

| 1917 września 2020 | Łokomotiw Płowdiw | 1:2   | Tottenham Hotspur            |                                                                      |
| 18:00 CEST         | Minchev 72'       | (0:0) | 81' (k.) Kane · 86' Ndombele | Stadion Łokomotiw w Płowdiwie, Płowdiw Widzów: 0 Sędzia: Harm Osmers |

| 2017 września 2020 | KF Laçi      | 1:2   | Hapoel Beer Szewa             |                                                                    |
| 19:00 CEST         | Nwabueze 60' | (0:0) | 90+1' Agudelo · 90+4' Varenne | Stadiumi Ruzhdi Bizhuta, Elbasan Widzów: 0 Sędzia: Jochem Kamphuis |

| 2117 września 2020 | Aris FC  | 1:2   | Kołos Kowaliwka         |                                                                              |
| 20:00 CEST         | Gama 56' | (0:0) | 48' Novak · 64' Antyukh | Stadion im. Kleantisa Wikielidisa, Saloniki Widzów: 0 Sędzia: Lionel Tschudi |

| 2217 września 2020 | Budapest Honvéd FC | 0:2   | Malmö FF                      |                                                                             |
| 21:05 CEST         |                    | (0:0) | 43' Toivonen · 87' Traustason | Hidegkuti Nándor Stadion, Budapeszt Widzów: 0 Sędzia: Anastasios Papapetrou |

| 2317 września 2020 | FK Ventspils | 1:5   | Rosenborg BK                                                            |                                                                          |
| 14:15 CEST         | Kozlov 5'    | (1:3) | 15' (k), 45+3' Islamović · 37' Konradsen · 64' Holse · 71' Zachariassen | Stadion Olimpijski w Windawie, Windawa Widzów: 0 Sędzia: Paul Mclaughlin |

| 2417 września 2020 | FK Riteriai | 1:5   | Slovan Liberec                                                                    |                                                  |
| 18:00 CEST         | Lezama 62'  | (0:2) | 13' (k.) Mara · 21' Hromada · 85' Rabušic · 90' (k.) Yusuf Helal · 90+4' Matoušek | Stadion LFF, Wilno Widzów: 0 Sędzia: Espen Eskås |

| 2517 września 2020 | Lincoln Red Imps | 0:5   | Rangers                                                      |                                                                   |
| 17:00 CEST         |                  | (0:0) | 22' Tavernier · 45+5' Goldson · 68', 89' Morelos · 85' Defoe | Victoria Stadium, Gibraltar Widzów: 0 Sędzia: Iwan Arwel Griffith |

| 2617 września 2020 | Servette FC | 0:1   | Stade de Reims |                                                          |
| 20:45 CEST         |             | (0:1) | 5' Berisha     | Stade de Genève, Genewa Widzów: 0 Sędzia: Stuart Attwell |

| 2717 września 2020 | Borac Banja Luka | 0:2   | Rio Ave FC                     |                                                                            |
| 20:00 CEST         |                  | (0:0) | 90+1' Tarantini · 90+7' Jambor | Stadion Miejski w Banja Luce, Banja Luka Widzów: 0 Sędzia: Jonathan Lardot |

| 2817 września 2020 | FK Renowa | 0:1   | Hajduk Split |                                                                             |
| 15:30 CEST         |           | (0:1) | 4' Caktaš    | Centrum treningowe Petar Miloševski, Skopje Widzów: 0 Sędzia: João Pinheiro |

| 2917 września 2020 | Olimpija Lublana             | 2:3 (pd.)       | Zrinjski Mostar                |                                                                         |
| 18:30 CEST         | Ivanović 20' · Vombergar 82' | (1:0, 2:2, 2:3) | 52', 85' Bilbija · 93' Ivančić | Stadion Stožice, Lublana Widzów: 0 Sędzia: Ricardo de Burgos Bengoechea |

| 3017 września 2020 | Kukësi | 0:4   | VfL Wolfsburg                                 |                                                            |
| 20:00 CEST         |        | (0:2) | 22', 75' Weghorst · 34' Lacroix · 90' Mehmedi | Air Albania Stadium, Tirana Widzów: 0 Sędzia: Duje Strukan |

| 3117 września 2020 | DAC Dunajská Streda                                 | 5:3 (pd.)       | FK Jablonec                        |                                                             |
| 20:45 CEST         | Divković 7', 66' · Nicolaescu 86', 97' · Davis 115' | (1:1, 3:3, 4:3) | 26' Zelený · 58', 72' (k.) Schranz | MOL Aréna, Dunajská Streda Widzów: 0 Sędzia: Marco Di Bello |

| 3217 września 2020 | Piast Gliwice                               | 3:2   | TSV Hartberg         |                                                                        |
| 20:00 CEST         | Konczkowski 11' · Sokołowski 63' · Żyro 85' | (1:1) | 34' Kainz · 76' Ried | Stadion Miejski w Gliwicach, Gliwice Widzów: 0 Sędzia: Erik Lambrechts |

| 3317 września 2020 | NK Osijek       | 1:2   | FC Basel                 |                                                                 |
| 20:45 CEST         | Majstorović 85' | (0:2) | 19' Cabral · 45' Stocker | Gradski vrt, Osijek Widzów: 0 Sędzia: José Luis Munuera Montero |

| 3417 września 2020 | Shamrock Rovers | 0:2   | Milan                            |                                                        |
| 20:00 CEST         |                 | (0:1) | 24' Ibrahimović · 68' Çalhanoğlu | Tallaght Stadium, Dublin Widzów: 0 Sędzia: Ádám Farkas |

| 3517 września 2020 | Hibernians | 0:1   | FC Fehérvár |                                                               |
| 19:00 CEST         |            | (0:0) | 62' Nikołow | Centenary Stadium, Ta’ Qali Widzów: 0 Sędzia: Ivaylo Stoyanov |

| 3617 września 2020 | FK Bodø/Glimt                              | 3:1   | Žalgiris Wilno |                                                        |
| 18:00 CEST         | Zinckernagel 21' · Boniface 33' · Berg 82' | (2:1) | 27' Antal      | Aspmyra Stadion, Bodø Widzów: 0 Sędzia: Peter Kralović |

## III runda kwalifikacyjna
Do startu w III rundzie kwalifikacyjnej uprawnione będą 52 drużyny (37 z poprzedniej rundy i 3 z II rundy kwalifikacji Ligi Mistrzów w ścieżce ligowej), z czego 26 będzie rozstawionych.

### Podział na koszyki
Uwaga: Losowanie III rundy kwalifikacyjnej odbyło się przed zakończeniem II rundy kwalifikacyjnej, więc rozstawienia dokonano przyjmując założenie, że awans uzyska drużyna z najwyższym współczynnikiem w poprzedniej rundzie. W przypadku awansu, którejś z drużyn nierozstawionej, w III rundzie przejmuje ona współczynnik najwyżej rozstawionego rywala.
Oznaczenia:
| Drużyny, które awansowały z II rundy eliminacyjnej zachowując swój współczynnik. |

| Drużyny, które zaczęły rywalizację od III rundy eliminacyjnej. |

| Drużyny, które awansowały z II rundy eliminacyjnej, przejmując współczynnik rywala. |

| Drużyny, które przegrały w II rundzie eliminacyjnej Ligi Mistrzów. |

| Grupa 1                | Grupa 1 |
| ---------------------- | ------- |
| Drużyny rozstawione    |         |
| Drużyna                | Wsp.    |
| Sporting CP            | 50.000  |
| PSV Eindhoven          | 37.000  |
| Malmö FF               | 22.000  |
| Drużyny nierozstawione |         |
| Drużyna                | Wsp.    |
| Aberdeen               | 6.500   |
| NŠ Mura                | 5.850   |
| Lokomotiva Zagrzeb     | 4.975   |

| Grupa 2                | Grupa 2 |
| ---------------------- | ------- |
| Drużyny rozstawione    |         |
| Drużyna                | Wsp.    |
| VfL Wolfsburg          | 36.000  |
| Partizan Belgrad       | 22.000  |
| Rosenborg BK           | 13.500  |
| Drużyny nierozstawione |         |
| Drużyna                | Wsp.    |
| Charleroi              | 7.580   |
| Desna Czernihów        | 7.720   |
| Alanyaspor             | 6.720   |

| Grupa 3                | Grupa 3 |
| ---------------------- | ------- |
| Drużyny rozstawione    |         |
| Drużyna                | Wsp.    |
| Granada CF             | 20.456  |
| Stade de Reims         | 11.849  |
| HNK Rijeka             | 11.000  |
| Drużyny nierozstawione |         |
| Drużyna                | Wsp.    |
| FC Fehérvár            | 10.500  |
| Lokomotiwi Tbilisi     | 9.109   |
| Kołos Kowaliwka        | 7.220   |

| Grupa 4                | Grupa 4 |
| ---------------------- | ------- |
| Drużyny rozstawione    |         |
| Drużyna                | Wsp.    |
| Milan                  | 19.000  |
| AEK Ateny              | 16.500  |
| LASK Linz              | 14.000  |
| Drużyny nierozstawione |         |
| Drużyna                | Wsp.    |
| DAC Dunajská Streda    | 7.000   |
| FK Bodø/Glimt          | 6.000   |
| FC Sankt Gallen        | 5.280   |

| Grupa 5                | Grupa 5 |
| ---------------------- | ------- |
| Drużyny rozstawione    |         |
| Drużyna                | Wsp.    |
| Tottenham Hotspur      | 85.000  |
| Standard Liège         | 20.500  |
| FK Rostów              | 12.000  |
| Drużyny nierozstawione |         |
| Drużyna                | Wsp.    |
| Szkendija Tetowo       | 7.250   |
| Maccabi Hajfa          | 6.000   |
| FK Vojvodina           | 5.100   |

| Grupa 6                | Grupa 6 |
| ---------------------- | ------- |
| Drużyny rozstawione    |         |
| Drużyna                | Wsp.    |
| Beşiktaş JK            | 54.000  |
| Rangers                | 16.250  |
| Apollon Limassol       | 12.500  |
| Drużyny nierozstawione |         |
| Drużyna                | Wsp.    |
| Rio Ave FC             | 9.889   |
| Willem II              | 7.150   |
| Lech Poznań            | 7.000   |

| Grupa 7                | Grupa 7 |
| ---------------------- | ------- |
| Drużyny rozstawione    |         |
| Drużyna                | Wsp.    |
| FC Basel               | 58.500  |
| FC Kopenhaga           | 42.000  |
| FCSB                   | 20.500  |
| Hapoel Beer Szewa      | 14.000  |
| Drużyny nierozstawione |         |
| Drużyna                | Wsp.    |
| Slovan Liberec         | 8.000   |
| Piast Gliwice          | 6.585   |
| Motherwell             | 5.575   |
| Anorthosis Famagusta   | 5.350   |

| Grupa 8                | Grupa 8 |
| ---------------------- | ------- |
| Drużyny rozstawione    |         |
| Drużyna                | Wsp.    |
| Viktoria Pilzno        | 34.000  |
| APOEL Nikozja          | 27.500  |
| CSKA Sofia             | 24.000  |
| Galatasaray SK         | 23.500  |
| Drużyny nierozstawione |         |
| Drużyna                | Wsp.    |
| Hajduk Split           | 7.500   |
| B36 Tórshavn           | 7.000   |
| Zrinjski Mostar        | 6.250   |
| SønderjyskE            | 5.850   |

### Pary III rundy kwalifikacyjnej
| Drużyna 1         | Wynik        | Drużyna 2            |
| ----------------- | ------------ | -------------------- |
| NŠ Mura           | 1:5          | PSV Eindhoven        |
| Malmö FF          | 5:0          | Lokomotiva Zagrzeb   |
| Sporting CP       | 1:0          | Aberdeen             |
| Charleroi         | 2:1 (dogr.)  | Partizan Belgrad     |
| Rosenborg BK      | 1:0          | Alanyaspor           |
| VfL Wolfsburg     | 2:0          | Desna Czernihów      |
| FC Fehérvár       | 0:0 (k. 4:1) | Stade de Reims       |
| Granada CF        | 2:0          | Lokomotiwi Tbilisi   |
| HNK Rijeka        | 2:0 (dogr.)  | Kołos Kowaliwka      |
| FC Sankt Gallen   | 0:1          | AEK Ateny            |
| LASK Linz         | 7:0          | DAC Dunajská Streda  |
| Milan             | 3:2          | FK Bodø/Glimt        |
| Szkendija Tetowo  | 1:3          | Tottenham Hotspur    |
| Standard Liège    | 2:1 (dogr.)  | FK Vojvodina         |
| FK Rostów         | 1:2          | Maccabi Hajfa        |
| Willem II         | 0:4          | Rangers              |
| Apollon Limassol  | 0:5          | Lech Poznań          |
| Beşiktaş JK       | 1:1 (k. 2:4) | Rio Ave FC           |
| FCSB              | 0:2          | Slovan Liberec       |
| Hapoel Beer Szewa | 3:0          | Motherwell           |
| FC Kopenhaga      | 3:0          | Piast Gliwice        |
| FC Basel          | 3:2          | Anorthosis Famagusta |
| Galatasaray SK    | 2:0          | Hajduk Split         |
| Viktoria Pilzno   | 3:0          | SønderjyskE          |
| APOEL Nikozja     | 2:2 (k. 4:2) | Zrinjski Mostar      |
| CSKA Sofia        | 3:1          | B36 Tórshavn         |

### Mecze
| 124 września 2020 | NŠ Mura    | 1:5   | PSV Eindhoven                                |                                                            |
| 19:00 CEST        | Kouter 21' | (1:2) | 17', 65' Malen · 28' Júnior · 54', 90' Gakpo | Fazanerija, Murska Sobota Widzów: 0 Sędzia: Sandro Schärer |

| 224 września 2020 | Malmö FF                                             | 5:0   | Lokomotiva Zagrzeb |                                                             |
| 19:00 CEST        | Thelin 5', 17' · Nalić 31' · Larsson 52' · Rieks 72' | (3:0) |                    | Swedbank Stadion, Malmö Widzów: 0 Sędzia: François Letexier |

| 324 września 2020 | Sporting CP | 1:0   | Aberdeen |                                                                   |
| 21:00 CEST        | Tomás 8'    | (1:0) |          | Estádio José Alvalade, Lizbona Widzów: 0 Sędzia: Nikola Dabanović |

| 424 września 2020 | Charleroi                   | 2:1 (pd.)       | Partizan Belgrad |                                                                      |
| 19:00 CEST        | Dessoleil 11' · Rezaei 107' | (1:0, 1:1, 1:1) | 53' Soumah       | Stade du Pays de Charleroi, Charleroi Widzów: 0 Sędzia: Bobby Madden |

| 524 września 2020 | Rosenborg BK  | 1:0   | Alanyaspor |                                                              |
| 19:00 CEST        | Konradsen 59' | (0:0) |            | Lerkendal Stadion, Trondheim Widzów: 0 Sędzia: Kristo Tohver |

| 624 września 2020 | VfL Wolfsburg                  | 2:0   | Desna Czernihów |                                                               |
| 20:15 CEST        | Guilavogui 16' · Ginczek 90+2' | (1:0) |                 | Volkswagen-Arena, Wolfsburg Widzów: 0 Sędzia: Lawrence Visser |

| 724 września 2020 | FC Fehérvár                          | 0:0 (pd.)               | Stade de Reims             |                                                             |
| 18:00 CEST        |                                      | (0:0, 0:0, 0:0, k. 4:1) |                            | MOL Aréna Sóstó, Székesfehérvár Widzów: 0 Sędzia: Matej Jug |
| 18:00 CEST        | · Da Silva · Stopira · Hodžić · Négo | Rzuty karne             | · Dia · Abdelhamid · Konan | MOL Aréna Sóstó, Székesfehérvár Widzów: 0 Sędzia: Matej Jug |

| 824 września 2020 | Granada CF                | 2:0   | Lokomotiwi Tbilisi |                                                                        |
| 20:00 CEST        | Machís 48' · Molina 90+1' | (0:0) |                    | Estadio Nuevo Los Cármenes, Grenada Widzów: 0 Sędzia: Serdar Gözübüyük |

| 924 września 2020 | HNK Rijeka                       | 2:0 (pd.)       | Kołos Kowaliwka |                                                          |
| 20:45 CEST        | Escoval 102' · Andrijašević 115' | (0:0, 0:0, 1:0) |                 | Stadion Rujevica, Rijeka Widzów: 0 Sędzia: Tiago Martins |

| 1024 września 2020 | FC Sankt Gallen | 0:1 | AEK Ateny    |                                                             |
| 20:30 CEST         |                 |     | 71' Oliveira | Kybunpark, St. Gallen Widzów: 0 Sędzia: Alejandro Hernández |

| 1124 września 2020 | LASK Linz                                                                           | 7:0   | DAC Dunajská Streda |                                                       |
| 20:30 CEST         | Raguž 6', 16' · Filipović 47' · Michorl 51' · Gruber 53' · Balić 55' · Sabitzer 77' | (2:0) |                     | Linzer Stadion, Linz Widzów: 0 Sędzia: Jérôme Brisard |

| 1224 września 2020 | Milan                             | 3:2   | FK Bodø/Glimt          |                                                                |
| 20:30 CEST         | Çalhanoğlu 16', 50' · Colombo 32' | (2:1) | 15' Junker · 55' Hauge | Stadion Giuseppe Meazzy, Mediolan Widzów: 0 Sędzia: Fran Jović |

| 1324 września 2020 | Szkendija Tetowo | 1:3   | Tottenham Hotspur              |                                                                          |
| 20:00 CEST         | Nafiu 55'        | (0:1) | 5' Lamela · 70' Son · 79' Kane | Nacionałna Arena „Tosze Proeski”, Skopje Widzów: 0 Sędzia: Ali Palabiyik |

| 1424 września 2020 | Standard Liège                  | 2:1 (pd.)       | FK Vojvodina |                                                                |
| 20:00 CEST         | Avenatti 47' (k.) · Amallah 91' | (0:0, 1:1, 2:1) | 75' Bojić    | Stade Maurice Dufrasne, Liège Widzów: 0 Sędzia: Harald Lechner |

| 1524 września 2020 | FK Rostów     | 1:2   | Maccabi Hajfa                 |                                                                  |
| 18:30 CEST         | Shomurodov 9' | (1:1) | 20' Rukavytsya · 60' Abu Fani | Rostow Ariena, Rostów nad Donem Widzów: 0 Sędzia: Petr Ardeleánu |

| 1624 września 2020 | Willem II | 0:4   | Rangers                                                    |                                                                      |
| 19:00 CEST         |           | (0:2) | 22' (k.) Tavernier · 25' Kent · 55' Helander · 71' Goldson | Koning Willem II Stadion, Tilburg Widzów: 0 Sędzia: Maurizio Mariani |

| 1723 września 2020 | Apollon Limassol | 0:5   | Lech Poznań                                             |                                                           |
| 18:00 CEST         |                  | (0:1) | 42', 90+2' Tiba · 47' Ishak · 58' Kamiński · 81' Sýkora | Stadion GSP, Nikozja Widzów: 0 Sędzia: Mattias Gestranius |

| 1824 września 2020 | Beşiktaş JK                        | 1:1 (pd.)   | Rio Ave FC                         |                                                          |
| 19:00 CEST         | Yalçın 15'                         |             | 85' Moreira                        | Vodafone Arena, Stambuł Widzów: 0 Sędzia: Daniel Siebert |
| 19:00 CEST         | · Mensah · Töre · Welinton · Larin | Rzuty karne | · Moreira · Santos · Jambor · Reis | Vodafone Arena, Stambuł Widzów: 0 Sędzia: Daniel Siebert |

| 1924 września 2020 | FCSB | 0:2   | Slovan Liberec          |                                                                        |
| 19:30 CEST         |      | (0:0) | 64' Helal · 82' Rabušic | Stadionul Marin Anastasovici, Giurgiu Widzów: 0 Sędzia: Aliyar Aghayev |

| 2024 września 2020 | Hapoel Beer Szewa                         | 3:0 | Motherwell |                                                                 |
| 19:30 CEST         | Vítor 43' · Josué 71' (k.) · Acolatse 83' |     |            | Stadion ha-Moszawa, Petach Tikwa Widzów: 0 Sędzia: Serhij Bojko |

| 2124 września 2020 | FC Kopenhaga                        | 3:0   | Piast Gliwice |                                                    |
| 20:00 CEST         | Wilczek 14' · Wind 58' · Biel 90+5' | (1:0) |               | Parken, Kopenhaga Widzów: 0 Sędzia: Donatas Rumšas |

| 2224 września 2020 | FC Basel                                        | 3:2   | Anorthosis Famagusta           |                                                         |
| 20:30 CEST         | Widmer 4' · Campo 12' · Hambarcumian 21' (sam.) | (3:1) | 45' Vrgoč · 67' (k.) Kwilitaia | St. Jakob-Park, Bazylea Widzów: 0 Sędzia: Radu Petrescu |

| 2324 września 2020 | Galatasaray SK           | 2:0   | Hajduk Split |                                                            |
| 20:00 CEST         | Belhanda 77' · Babel 86' | (0:0) |              | Türk Telekom Arena, Stambuł Widzów: 0 Sędzia: Craig Pawson |

| 2424 września 2020 | Viktoria Pilzno                             | 3:0   | SønderjyskE |                                                         |
| 18:00 CEST         | Ondrášek 35' (k.) · Ba Loua 41' · Káčer 51' | (2:0) |             | Doosan Arena, Pilzno Widzów: 0 Sędzia: Roi Reinshreiber |

| 2524 września 2020                                   | APOEL Nikozja          | 2:2 (pd.)                                   | Zrinjski Mostar           |                                                         |
|                                                      | Atzili 14' · Nuhiu 26' | (2:1, 2:2, 2:2, k. 4:2)                     | 11' Ivančić · 69' Bilbija | Stadion GSP, Nikozja Widzów: 0 Sędzia: Daniel Stefanski |
| · Jensen · Atzili · Sahar · Al-Taamari · De Vincenti | Rzuty karne            | · Filipović · Ibáñez · Bilbija · Govedarica |                           | Stadion GSP, Nikozja Widzów: 0 Sędzia: Daniel Stefanski |

| 2624 września 2020 | CSKA Sofia                       | 3:1   | B36 Tórshavn |                                                                 |
|                    | Sowe 27' · Yomov 38' · Keita 83' | (2:0) | 61' Pingel   | Stadion Armii Bułgarskiej, Sofia Widzów: 0 Sędzia: Tamás Bognár |

## Runda play-off
Do startu w rundzie play-off uprawnionych będzie 26 drużyn (wszyscy zwycięzcy z poprzedniej rundy), z czego 13 będzie rozstawionych.

### Podział na koszyki
Uwaga: Losowanie rundy play-off odbyło się przed zakończeniem III rundy kwalifikacyjnej, więc rozstawienia dokonano przyjmując założenie, że awans uzyska drużyna z najwyższym współczynnikiem w poprzedniej rundzie. W przypadku awansu, którejś z drużyn nierozstawionej, w rundzie play-off przejmuje ona współczynnik najwyżej rozstawionego rywala.
Oznaczenia:
| Drużyny, które awansowały z III rundy eliminacyjnej zachowując swój współczynnik. |

| Drużyny, które awansowały z III rundy eliminacyjnej, przejmując współczynnik rywala. |

| Grupa 1                | Grupa 1 |
| ---------------------- | ------- |
| Drużyny rozstawione    |         |
| Drużyna                | Wsp.    |
| FC Basel               | 58.500  |
| Rio Ave FC             | 54.000  |
| Viktoria Pilzno        | 34.000  |
| Drużyny nierozstawione |         |
| Drużyna                | Wsp.    |
| Milan                  | 19.000  |
| Hapoel Beer Szewa      | 14.000  |
| CSKA Sofia             | 4.000   |

| Grupa 2                | Grupa 2 |
| ---------------------- | ------- |
| Drużyny rozstawione    |         |
| Drużyna                | Wsp.    |
| Sporting CP            | 50.000  |
| FC Kopenhaga           | 42.000  |
| PSV Eindhoven          | 37.000  |
| Drużyny nierozstawione |         |
| Drużyna                | Wsp.    |
| LASK Linz              | 14.000  |
| Rosenborg BK           | 13.500  |
| HNK Rijeka             | 11.000  |

| Grupa 3                | Grupa 3 |
| ---------------------- | ------- |
| Drużyny rozstawione    |         |
| Drużyna                | Wsp.    |
| VfL Wolfsburg          | 36.000  |
| Malmö FF               | 22.000  |
| Charleroi              | 22.000  |
| Drużyny nierozstawione |         |
| Drużyna                | Wsp.    |
| Granada CF             | 20.456  |
| AEK Ateny              | 16.500  |
| Lech Poznań            | 12.500  |

| Grupa 4                | Grupa 4 |
| ---------------------- | ------- |
| Drużyny rozstawione    |         |
| Drużyna                | Wsp.    |
| Tottenham Hotspur      | 85.000  |
| APOEL Nikozja          | 27.500  |
| Galatasaray SK         | 23.500  |
| Standard Liège         | 20.500  |
| Drużyny nierozstawione |         |
| Drużyna                | Wsp.    |
| Slovan Liberec         | 20.500  |
| Rangers                | 16.250  |
| Maccabi Hajfa          | 12.000  |
| FC Fehérvár            | 11.849  |

### Pary rundy play-off
| Drużyna 1         | Wynik        | Drużyna 2       |
| ----------------- | ------------ | --------------- |
| Hapoel Beer Szewa | 1:0          | Viktoria Pilzno |
| FC Basel          | 1:3          | CSKA Sofia      |
| Rio Ave FC        | 2:2 (k. 8:9) | Milan           |
| Rosenborg BK      | 0:2          | PSV Eindhoven   |
| Sporting CP       | 1:4          | LASK Linz       |
| FC Kopenhaga      | 0:1          | HNK Rijeka      |
| AEK Ateny         | 2:1          | VfL Wolfsburg   |
| Charleroi         | 1:2          | Lech Poznań     |
| Malmö FF          | 1:3          | Granada CF      |
| Tottenham Hotspur | 7:2          | Maccabi Hajfa   |
| Slovan Liberec    | 1:0          | APOEL Nikozja   |
| Standard Liège    | 3:1          | FC Fehérvár     |
| Rangers           | 2:1          | Galatasaray SK  |

### Mecze
| 11 października 2020 | Hapoel Beer Szewa | 1:0   | Viktoria Pilzno |                                                                    |
| 19:30 CEST           | Josué 4' (k.)     | (1:0) |                 | Stadion ha-Moszawa, Petach Tikwa Widzów: 0 Sędzia: Srđan Jovanović |

| 21 października 2020 | FC Basel        | 1:3   | CSKA Sofia                         |                                                         |
| 20:30 CEST           | Cabral 54' (k.) | (0:0) | 72', 88' Rodrigues · 90+7' Ahmedov | St. Jakob-Park, Bazylea Widzów: 0 Sędzia: Ivan Kružliak |

| 31 października 2020 | Rio Ave FC | 2:2 (pd.)               | Milan |                                                                          |
| 21:00 CEST           | Geraldes 72' · Gelson 91'                                                                                             | (0:0, 1:1, 2:1, k. 8:9) | 51' Saelemaekers · 120+2' (k.) Çalhanoğlu                                                                             | Estádio do Rio Ave FC, Vila do Conde Widzów: 0 Sędzia: Jesús Gil Manzano |
| 21:00 CEST           | · Geraldes · Santos · Jambor · Piazón · Augusto · Gelson · Gabrielzinho · Monte · Pinto · Kieszek · Geraldes · Santos | Rzuty karne             | · Bennacer · Kjær · Hernández · Díaz · Çalhanoğlu · Calabria · Tonali · Colombo · Leão · Donnarumma · Bennacer · Kjær | Estádio do Rio Ave FC, Vila do Conde Widzów: 0 Sędzia: Jesús Gil Manzano |

| 41 października 2020 | Rosenborg BK | 0:2   | PSV Eindhoven          |                                                             |
| 19:00 CEST           |              | (0:1) | 22' Zahawi · 61' Gakpo | Lerkendal Stadion, Trondheim Widzów: 0 Sędzia: Davide Massa |

| 51 października 2020 | Sporting CP | 1:4   | LASK Linz                                          |                                                                   |
| 21:00 CEST           | Tomás 42'   | (1:1) | 14' Trauner · 58' Raguž · 65' Michorl · 69' Gruber | Estádio José Alvalade, Lizbona Widzów: 0 Sędzia: Aleksei Kulbakov |

| 61 października 2020 | FC Kopenhaga | 0:1   | HNK Rijeka          |                                                    |
| 20:00 CEST           |              | (0:1) | 20' (sam.) Ankersen | Parken, Kopenhaga Widzów: 0 Sędzia: Chris Kavanagh |

| 71 października 2020 | AEK Ateny                     | 2:1   | VfL Wolfsburg |                                                                  |
| 20:45 CEST           | Simões 64' · Ansarifard 90+4' | (0:1) | 45+1' Mehmedi | Stadion Olimpijski w Atenach, Ateny Widzów: 0 Sędzia: Artur Dias |

| 81 października 2020 | Charleroi | 1:2   | Lech Poznań               |                                                                      |
| 19:00 CEST           | Fall 56'  | (0:2) | 34' Ramírez · 41' Puchacz | Stade du Pays de Charleroi, Charleroi Widzów: 0 Sędzia: Felix Zwayer |

| 91 października 2020 | Malmö FF   | 1:3   | Granada CF                             |                                                         |
| 19:00 CEST           | Berget 45' | (1:1) | 30' Machís · 58' Puertas · 85' Herrera | Swedbank Stadion, Malmö Widzów: 0 Sędzia: István Kovács |

| 101 października 2020 | Tottenham Hotspur                                                        | 7:2 | Maccabi Hajfa                   |                                                                  |
| 21:00 CEST            | Kane 2', 56' (k.), 74' · Moura 21' · Lo Celso 37', 40' · Alli 90+1' (k.) |     | 17' Chery · 52' (k.) Rukavytsya | Tottenham Hotspur Stadium, Londyn Widzów: 0 Sędzia: Ruddy Buquet |

| 111 października 2020 | Slovan Liberec  | 1:0   | APOEL Nikozja |                                                          |
| 19:00 CEST            | Mara 90+5' (k.) | (0:0) |               | Stadion u Nisy, Liberec Widzów: 0 Sędzia: Andreas Ekberg |

| 121 października 2020 | Standard Liège                          | 3:1   | FC Fehérvár |                                                               |
| 20:00 CEST            | Gavory 51' · Amallah 77' (k.), 85' (k.) | (0:1) | 10' Nikolić | Stade Maurice Dufrasne, Liège Widzów: 0 Sędzia: Willie Collum |

| 131 października 2020 | Rangers                     | 2:1   | Galatasaray SK |                                                           |
| 20:45 CEST            | Arfield 52' · Tavernier 59' | (0:0) | 87' Marcão     | Ibrox Stadium, Glasgow Widzów: 0 Sędzia: Andris Treimanis |